# Bouée
Bouée település Franciaországban, Loire-Atlantique megyében. Lakosainak száma 1100 fő (2022. január 1.). Bouée Savenay, Cordemais, Frossay, Lavau-sur-Loire, Malville és Le Pellerin községekkel határos.

## Népesség
A település népességének változása:
| Lakosok száma | 455  | 571  | 618  | 807  | 896  | 937  | 991  | 1019 | 1044 | 1100 |
|               | 1968 | 1982 | 1990 | 2006 | 2013 | 2015 | 2017 | 2019 | 2020 | 2022 |